# S-Class (песня Stray Kids)
«S-Class» (кор. 특 Тхык) — заглавный сингл студийного альбома 5-Star южнокорейского бой-бэнда Stray Kids. Выпущен вместе с альбомом 2 июня 2023 года лейблами JYP Entertainment и Republic Records.

## Предыстория и выпуск
Третий студийный альбом Stray Kids 5-Star был впервые анонсирован через трейлер 28 апреля 2023 года и запланирован к выпуску 2 июня. Список композиций был опубликован двумя днями позже. Из двенадцати композиций «S-Class» занимает второе место и обозначен как заглавный сингл. Представители лейбла JYP Entertainment описали эту песню как такую, которая «отражает новизну и стремление Stray Kids на протяжении всего произведения», а также «изобилует уверенностью». В интервью с изданием Esquire Korea в мае участник бой-бэнда Хёнджин охарактеризовал заглавный сингл как «уникальное и особенное чувство, в котором коллектив проявляет свои сильные стороны».
Сингл был впервые анонсирован в мэшап-видео, загруженном 26 мая. Участник бой-бэнда Ай Эн сообщил в первом эпизоде документального сериала Intro «5-Star», посвященного студийному альбому, что на роль заглавного сингла рассматривалось около семи или восьми номинированных композиций. 2 июня «S-Class» был выпущен одновременно с студийным альбомом 5-Star.

## Создание и восприятие
«S-Class» описывается как основная композиция в жанре хип-хоп, содержащий элементы бум-бапа, олдскул и поп-музыки. Песня была написана участниками группового продюсерского юнита 3Racha, Пан Чханом, Чханбином и Ханом. Соавторами композиции являются Чхэ Ганхэ и Restart, которые также отвечают за аранжировку вместе с Пан Чханом. В интервью изданию Dispatch Чханбин и Хан отметили, что «существует множество жанров, но трудно определить один конкретный жанр. В конечном счете, разве „S-Class“ не является жанром, уникальным для коллектива? Жанр — это и есть Stray Kids». Во втором куплете темп и ритм песни резко изменяются, переходя к аранжировке в стиле олдскул 90-х годов.
Сингл отражает уверенность участников коллектива и подчеркивает их уникальность, передавая идеи о том, что они являются «самыми эксцентричными среди необычных детей и самыми яркими среди особенных» и сравнивая себя с «самой особенной звездой на небе». Кристал Белл из New Musical Express охарактеризовала песню как «смешение, состоящее из, казалось бы, несочетаемых элементов, объединённых гибкостью продюсерских способностей юнита 3Racha»; в композиции сочетаются «гремящий рэп, пульсирующий бас, соблазнительный электро, хип-хоп 90-х, сверкающий поп и клубный звук». В статье Nylon Стефания Ван назвала песню «звучащей так, словно вы слушаете три разные песни одновременно, что является положительным аспектом».

## Музыкальный видеоклип
Музыкальный видеоклип сингла «S-Class» был загружен 2 июня 2023 года одновременно с релизом песни. Клипу предшествовали два тизера. Музыкальное видео описывается как «блокбастер», в котором участники Stray Kids оказывается окруженной фигурами в плащах, когда внезапно вступает в действие огромная команда солдат, уничтожающая монстра-осьминога в крытом бассейне, в то время как бой-бэнд ведёт их в этом. Элементы хореографии были дополнительно записаны на причальной платформе, установленной посреди реки Ханган, в городской обстановке, подземной камере и банке после рабочего времени. Некоторые моменты также отсылают к предыдущим музыкальным клипам синглов «God’s Menu» и «Thunderous». Музыкальное видео стало десятым в карьере группы, достигнувшим 100 миллионов просмотров 8 августа 2023 года, и пятым, которому удалось набрать 200 миллионов просмотров 2 июня 2024 года.

## Живые выступления
Начиная с 2 июня, даты релиза сингла, участники Stray Kids исполнили «S-Class» на нескольких музыкальных программах в Республике Корея, таких как «Music Bank», «Show! Music Core», «Inkigayo» и «M Countdown». Кроме того, группа выступила с данной песней на церемонии MTV Video Music Awards 2023, которая прошла 12 сентября. Также они выступили 19 ноября на Billboard Music Awards 2023, на последнем из которых они также исполнили песню «Lalalala». Издание Billboard назвало первое выступление шестым лучшим на данной наградной церемонии, в то время как американское издание USA Today оценило его на тринадцатом месте. 22 декабря участники группы исполнили «S-Class» и «Social Path» вместе с японской певицей LiSa на Music Station Super Live 2023. В мае 2024 года коллектив выступил на YouTube Brandcast 2024 в Нью-Йорке, где также исполнили сингл «S-Class».

## Награды и номинации
| Церемония                | Год  | Номинация                                 | Итог      | Источник      |
| ------------------------ | ---- | ----------------------------------------- | --------- | ------------- |
| Asian Pop Music Awards   | 2023 | Лучшее музыкальное видео                  | Номинация | [ 34 ] [ 35 ] |
| Asian Pop Music Awards   | 2023 | Лучший аранжировщик                       | Номинация | [ 34 ] [ 35 ] |
| Asian Pop Music Awards   | 2023 | Топ-20 песен года                         | Победа    | [ 34 ] [ 35 ] |
| iHeartRadio Music Awards | 2024 | K-pop песня года                          | Номинация | [ 36 ]        |
| MAMA Awards              | 2023 | Песня года                                | Номинация | [ 37 ]        |
| MAMA Awards              | 2023 | Лучшее танцевальное выступление бой-бэнда | Номинация | [ 37 ]        |
| MAMA Awards              | 2023 | Лучшее музыкальное видео                  | Номинация | [ 37 ]        |
| MTV Video Music Awards   | 2023 | Лучшее K-pop видео                        | Победа    | [ 38 ]        |

## Чарты
| Чарт (2023)                              | Высшая позиция |
| ---------------------------------------- | -------------- |
| Австралия (ARIA)                         | 67             |
| Великобритания (OCC UK Singles)          | 100            |
| Венгрия (Single Top 40)                  | 13             |
| Мир (Billboard Global 200)               | 24             |
| Вьетнам (Vietnam Hot 100)                | 59             |
| Канада (Billboard Canadian Hot 100)      | 96             |
| Литва (AGATA)                            | 61             |
| Малайзия (Billboard Malaysia Songs)      | 17             |
| Новая Зеландия (RMNZ)                    | 8              |
| Республика Корея (Circle Digital Chart)  | 34             |
| Россия (TopHit)                          | 18             |
| Сингапур (RIAS)                          | 9              |
| США (Billboard Bubbling Under Hot 100)   | 19             |
| США (Billboard Digital Song Sales)       | 22             |
| США (Billboard World Digital Song Sales) | 2              |
| Япония (Billboard Japan Hot 100)         | 8              |
| Япония (Oricon)                          | 10             |

| Чарт (2023)                             | Высшая позиция |
| --------------------------------------- | -------------- |
| Республика Корея (Circle Digital Chart) | 51             |

| Чарт (2023)                              | Высшая позиция |
| ---------------------------------------- | -------------- |
| Республика Корея (Circle Download Chart) | 68             |

### Комментарии
1. ↑  Указан как Чхэ Ганхэ, Restart и Пан Чхан (3Racha).